# Marco Goldin
Marco Goldin (* 1961 in Treviso) ist ein italienischer Kunsthistoriker, Kunstschriftsteller, Ausstellungskurator, Dozent und Unternehmer.

## Leben
Marco Goldin kam 1961 in Treviso zur Welt. Nach seiner schulischen Ausbildung studierte er Kunstgeschichte an der Università Ca’ Foscari di Venezia in Venedig und schloss das Studium 1985 ab. Ende der 1980er Jahre begann er in seiner Heimatstadt für die Bankenstiftung Fondazione Cassamarca als künstlerischer Berater zu arbeiten und kuratierte Ausstellungen zur italienischen Kunst des 20. Jahrhunderts in dem zur Stiftung gehörenden Stadtpalast Casa dei Carraresi in Treviso und in der Villa Foscarini Rossi in Stra. Zudem übernahm er 1988 im nahegelegenen Conegliano die Leitung der Galleria Comunale di Palazzo Sarcinelli (Städtische Kunstgalerie im Palazzo Sarcinelli). Hier organisierte er zahlreiche Ausstellungen mit Arbeiten italienischer Künstler, meist aus der Zeit nach 1945. Hinzu kam eine Retrospektive des britischen Malers Graham Sutherland. 2002 beendete er seine Tätigkeit in Conegliano. Parallel arbeitete er als Kunstkritiker für die Zeitungen La Tribuna di Treviso, Il Mattino di Padova, La Nuova Venezia und das in Mailand erscheinende Il Giornale. Weiterhin arbeitete er für das Verlagshaus Mondadori Electa, wo er an zahlreichen Monografien zu italienischen Künstlern der Modern mitwirkte.
1996 gründete Goldin das Unternehmen Linea d’ombra, dessen Zweck die Organisation von Kunstausstellungen ist. Seit 1998 organisierte Marco Goldin in verschiedenen Städten Norditaliens publikumswirksame Blockbuster-Ausstellungen. Die Kataloge zu den Ausstellungen erscheinen seit 1999 im eigenen Kunstverlag Linea d’ombra Libri. Als Ausstellungsorte dienten in der Vergangenheit historische Paläste wie die Casa dei Carraresi in Treviso, der Palazzo Ducale in Genua, der Palazzo della Gran Guardia in Verona, die Basilica Palladiana in Vicenza, das Castel Sismondo in Rimini, die Villa Manin in Codroipo, das Museo di Santa Giulia in Brescia und der Palazzo S.U.M.S. im Nachbarland San Marino. 2012 kam als weiterer Ausstellungsort der Palazzo Fava in Bologna hinzu. Häufig stellte Goldin Schauen mit französischer Malerei aus der zweiten Hälfte des 19. Jahrhunderts zusammen. Diese Überblicksausstellungen mit Leihgaben internationaler Museen hatten meist Maler des Impressionismus und Spätimpressionismus als Themenschwerpunkt. So warben die Ausstellungen mit Namen wie Claude Monet, Pierre-Auguste Renoir, Vincent van Gogh, Paul Cézanne und Paul Gauguin. Teilweise übernahm er ganze Ausstellungen aus Beständen eines einzelnen Museums. Hierzu gehörte Gauguin-Van Gogh. L’avventura del colore nuovo (Gauguin-van Gogh, Die Entdeckung der neuen Farbe) mit Leihgaben aus dem Museum of Fine Arts, Boston oder Van Gogh. Disegni e Dipinti (Van Gogh, Gemälde und Zeichnungen) aus dem Kröller-Müller Museum im niederländischen Otterlo. Weitere Themen der von Goldin kuratierten Ausstellungen waren Da Hopper a Warhol – amerikanische Malerei des 20. Jahrhunderts von Edward Hopper bis Andy Warhol oder Leihgaben von Jan Vermeer bis Rembrandt van Rijn aus dem Mauritshuis in Den Haag.
Goldin hat als Dozent an der Libera Università di Lingue e Comunicazione IULM in Mailand über seine Erfahrungen als Kurator unterrichtet. Zudem hält er Vorträge an der Universität Venedig.